# Ebioniti
Ebioniti (grčki Ἐβιωναῖοι, Ebionaioi; hebrejski = „siromašni”) bili su rana židovsko-kršćanska grupa ili sekta. Smatrali su Isusa Mesijom, ali ne i božanstvom te nisu vjerovali da je rođen od djevice. Obdržavali su židovske zakone i obrede, smatrajući da je Jakov Pravedni bio Isusov „pravi nasljednik”, dok su apostola Pavla smatrali apostatom. Crkveni su oci smatrali ebionite jednakima nazarenima.
Moguće je da je ebionite prvi spomenuo Justin Mučenik. Epifanije Salaminski je u Panarionu spomenuo ebionite kao heretike, dok je povjesničar Abd al-Jabbar ibn Ahmad pisao o skupini vjernika za koje se pretpostavlja da su bili „duhovni potomci” ebionita. Al-Shahrastani (12. st.) spominje židove koji su živjeli u Medini, a smatrali su Isusa prorokom i slijedili drevne židovske propise.

## Vjerovanja i obredi
Ebioniti su Jeruzalem zvali svetim gradom; slijedili su Toru (dio Staroga zavjeta) te su također bili protiv nepotrebnog druženja s „nevjernicima”. Biskup Epifanije je spomenuo da su Isusa smatrali inkarnacijom anđela, kojeg je Bog Jahve posvojio. Premda im je Tora bila važna, čini se da su neke njezine dijelove odbacivali te da su bili vegetarijanci. Ebioniti su i Isusa i njegovog bratića, Ivana Krstitelja, proglasili vegetarijancima.
Isus, smatran sinom Marije i Josipa, bio je izabran — vjerovali su ebioniti — da bude prorok poput Mojsija kad je na njega sišao Duh Sveti tijekom krštenja. Za razliku od skupine židova kojima je pripadao Isus, ebioniti su smatrali da se i pagani moraju držati Tore kako bi postali pravedni.

## Evanđelje ebionita
Prema Ireneju, ebioniti su najviše čitali Evanđelje po Mateju, dok Euzebije Cezarejski kaže da su koristili samo Evanđelje po Hebrejima. 

## Islam
Prema islamskoj teologiji, kršćani su „iskrivili” ono što je izvorno bilo u Bibliji, uvevši u novu religiju pojam Trojstva i kult ikona. Jedan od prvih koji je vjerovao da je Muhamed prorok Alahov bio je Waraka ibn Nawfal, bratić Muhamedove prve supruge; za njega se smatra da je bio ebionit, a u islamu je čašćen kao pobožan čovjek s dubokim razumijevanjem kršćanskih spisa.

## Poveznice
- Isus u Talmudu
- Evanđelje ebionita